# Calvin Harris
Adam Richard Wiles (Dumfries; 17 de enero de 1984), conocido por su nombre artístico Calvin Harris, es un DJ, cantante, remezclador y productor discográfico escocés. Actualmente ocupa el puesto #22 de la lista de los 100 mejores DJs de la revista DJ Mag.
Su álbum debut, seleccionado por la Industria Fonográfica Británica, I Created Disco, fue lanzado en 2007 y contenía sencillos tales como Acceptable in the 80s y The Girls que ingresaron en el Top 10 del Reino Unido.
Su segundo álbum de estudio Ready for the Weekend fue lanzado el 17 de agosto de 2009 y alcanzó el número 1 en las listas musicales de Reino Unido el 23 de agosto. Contiene el primer sencillo «I'm Not Alone», que fue incluido en el UK Top 5 Single, «Ready for the Weekend», que fue lanzado el 10 de agosto y el tema «Flashback» que fue lanzado como el tercer sencillo del álbum el 2 de noviembre.
Harris lanzó su tercer álbum de estudio, 18 Months, en octubre de 2012, en el que se incluyen los sencillos «Awooga», «Bounce», «Feel So Close», «Let's Go», «We'll Be Coming Back» y «Sweet Nothing». Ha compuesto y producido para otros artistas como Kylie Minogue, Sophie Ellis-Bextor, Dizzee Rascal, Example, Rihanna (en su gran éxito internacional «We Found Love»), Florence Welch y Cheryl Cole, entre otros.
Según la revista Forbes, Harris fue el DJ mejor pagado de 2018, recaudando un estimado de 48 millones de dólares.

## Biografía

### 1984-2004: Infancia y comienzos
Harris nació el 17 de enero de 1984 en Dumfries, una ciudad y un burgo real ubicado en el consejo unitario de Dumfries and Galloway en Escocia, Reino Unido. Primero fue atraído por la música electrónica en su adolescencia y grababa maquetas en su dormitorio en 1999. De acuerdo a una entrevista con News of the World, a la vez que creaba música, empezó a convertirse en una persona asocial, lo que afectó su personalidad. Su primer éxito fue a los 21 años: las canciones "Da Bongos" y "Brighter Days" fueron lanzados como 12" club single y CD-EP por el sello Prima Facie a principios de 2002 bajo el nombre de Stouffer.

### 2006-2007:I Created Disco
El primer álbum de estudio de Harris, I Created Disco, fue publicado el 29 de junio de 2007. Contiene canciones electroclash, influenciadas por las músicas ochenteras. Para promocionar el álbum, I Created Disco, Harris se embarcó en una gira por el Reino Unido, colaborando con Faithless y Groove Armada.
El primer lanzamiento del álbum fue Vegas, siendo publicada en una edición limitada de disco de vinilo y el primer sencillo del mencionado álbum fue Acceptable in the 80's, un tributo a la música y la cultura de esa década. La canción llegó al puesto 10 en el UK Singles Chart, permaneciendo durante quince semanas. The Girls, el segundo sencillo del álbum, llegó al puesto 5 de la lista en mención. La cuarta publicación del álbum fue Marrymaking at My Place que llegó al puesto 43 en el UK Singles Chart. Su canción Colours apareció en el comercial de TV de Kia Motors para presentar al modelo Kia Soul.
En 2007, la banda canadiense Dragonette lanzó una versión de la canción de Harris, The Girls, retitulándolo como The Boys.
Hasta abril de 2012, I Created Disco había vendido más de doscientas cincuenta mil copias en el Reino Unido, según The Official UK Charts Company (OCC), y más de dieciocho mil copias en Estados Unidos, según Nielsen SoundScan, siendo el álbum más vendido de Harris en dichos mercados.

### 2007-2008: Colaboraciones con otros artistas

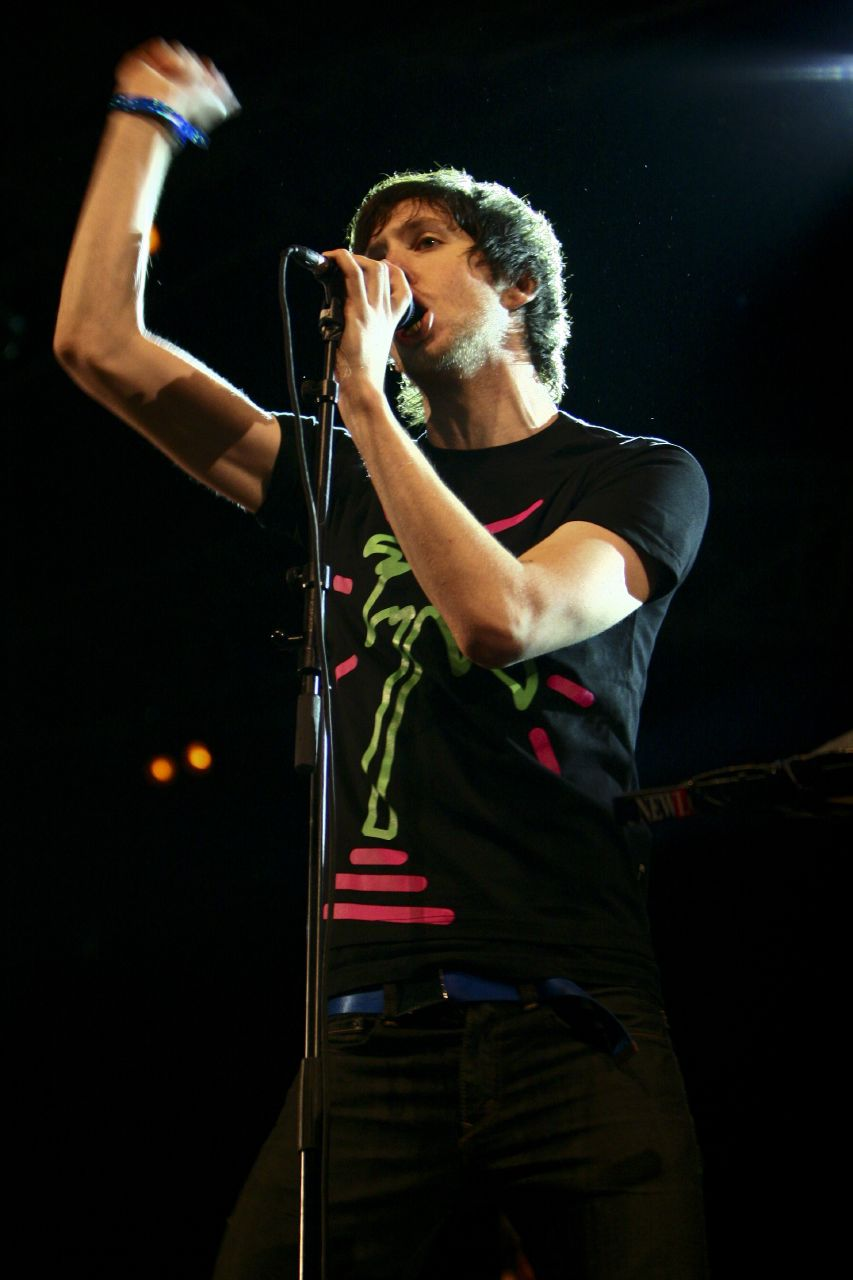
Harris en 2008.

En 2007, Harris grabó con Kylie Minogue. Llamó la atención de Minogue después que sus producciones fueran presentadas por otro productor. Harris dice que el trabajo con Kylie fue "surrealista, pero divertido", aunque admitió a Mixmag en 2007 que "necesité un par de copas para conocerla". Harris coescribió y produjo dos canciones para el álbum X de Minogue. Fueron In My Arms y Heart Beat Rock.
Fue acreditado como el productor en una versión remezclada de la canción de The Mitchell Brothers llamada Michael Jackson. Harris también trabajó con la cantante pop Sophie Ellis-Bextor, coescribiendo algunas nuevas canciones para su siguiente álbum de estudio.
En 2008 colaboró con el rapero británico Dizzee Rascal en la canción de "Dance wiv Me". Se realizó una versión acústica para la BBC como parte de la apertura del Festival de Glastonbury 2008. La canción fue lanzada digitalmente el 30 de junio de 2008 y fue directa al número 1 en el Reino Unido. El 18 de octubre de 2008 fue también destacada en la Radio 1's Essential Mix con un set de 2 horas.
En 2009 produjo el otro sencillo para Dizzee Rascal titulado Holiday. Se suponía que debía hacer acto de presencia en su video musical, pero se opuso bailar a lo largo de algunas escenas, vistiendo una determinada camisa y sin usar las diamantinas gafas "Fly Eye".
En una entrevista con la BBC Radio 1, Harris dijo que rechazó trabajar con Lady Gaga en 2008 porque no le gustaba el demo que le dio y que no quería ofenderla en el momento. En otra entrevista con la BBC, más tarde, Harris indicó que él considera a Gaga una "buena artista".

### 2008-2010:Ready for the Weekend

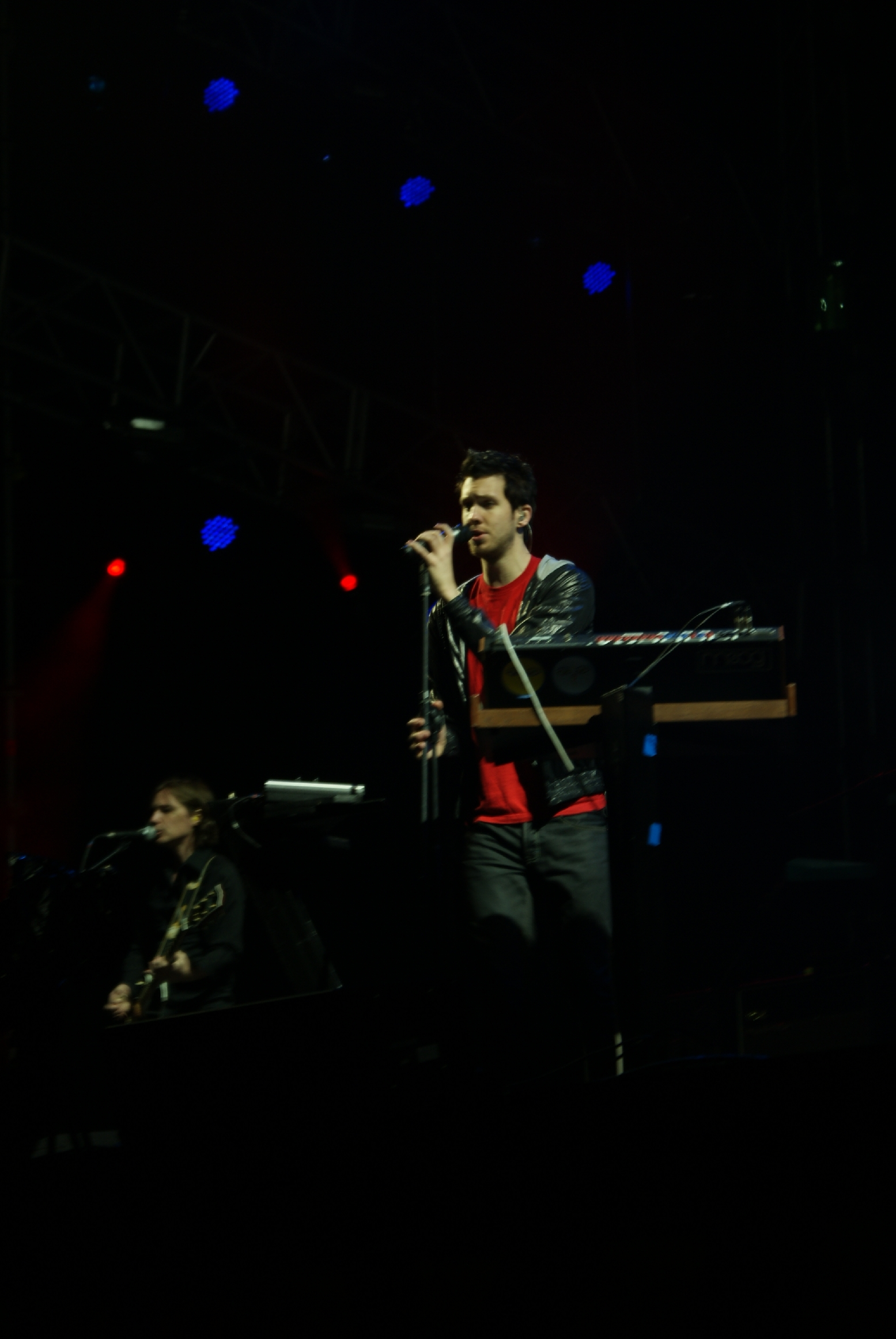
Harris en 2009.

El 3 de abril de 2008, Harris dijo que la única copia existente de su trabajo para el próximo álbum se había perdido cuando su computadora portátil estaba fuera de lugar en el equipaje causado por un mal manejo en London Heathrow Terminal 5. Más tarde declaró en el Festival de Glastonbury de la BBC 2008 que recibió su equipaje, incluso el álbum en pocos días. Harris admitió recientemente sin embargo, que eso era mentira, que el álbum no estaba en su equipaje, y que esperaba que lo que dijo le diera más tiempo para grabar el álbum de estudio. El segundo álbum de estudio de Harris fue lanzado el 17 de agosto de 2009 en el Reino Unido.
El primer sencillo, I'm Not Alone, fue realizado exclusivamente en Sídney, en la víspera de Año Nuevo. El nuevo sencillo debutó en la BBC Radio 1 el 23 de enero de 2009, en el programa de radio de Pete Tong y fue lanzado en abril de 2009. Debutó en el UK Singles Chart en el número 1 a través de descarga digital en el Domingo de Pascua, entonces se quedó en la cima por segunda semana después de que el formato físico había sido lanzado. El sencillo que lo sucedió fue Ready for the Weekend y alcanzó el número 3 en el UK Singles Chart.
Harris fue de gira por todo el Reino Unido, Irlanda, Francia, los Países Bajos y los Estados Unidos para la promoción de sus nuevos sencillos y su nuevo álbum. Su sencillo Ready for the Weekend cuenta con la colaboración de la cantante Mary Pearce. Otros temas incluidos en el álbum son Worst Day con Izza Kizza y Yeah Yeah Yeah La La La utilizado en un anuncio de Coca-Cola. En junio de 2009, NME anunció que el segundo álbum de Harris, Ready for the Weekend dijo que fue lanzado el 17 de agosto de 2009. Sus canciones Holiday y Ready for the Weekend fueron las más escuchadas. Extractos de "I'm Not Alone" se utilizaron en la versión remix para Frozen de Madonna presentados en Sticky & Sweet Tour. También extractos de "I'm Not Alone" se utilizan en la cobertura en vivo de 2009 de la British Touring Car Championship (BTCC) en ITV4. Hasta abril de 2012, Ready for the Weekend había vendido más de dieciséis mil copias en Estados Unidos, según Nielsen SoundScan.
El 14 de noviembre de 2009, Harris invadió el escenario del concurso británico The Factor X en la actuación de John & Edward, sosteniendo una piña sobre su cabeza, burlándose de sus tupés. Posteriormente fue expulsado del estudio por el equipo de seguridad y se le pidió que no volviera a dar su opinión sobre el programa, donde iba a ser un invitado estrella. Más tarde se disculpó en Twitter, diciendo que era un fan de los muchachos, "Al final del día, tuve una piña en la cabeza. Lo siento si he causado vergüenza a alguien. PS, Amo Jedward". El 16 de noviembre sin embargo, Harris habló con The Chris Moyles Show y reveló que había sido "inspirado para hacer una parodia de la serie", así como afirmar que "Si nos fijamos en la música, es un dominio aterrador que Simon Cowell haya superado a cualquier lista de éxitos de la música en el Reino Unido en este momento." El mismo día, Louis Walsh, el "mentor" de John y Edward, apareció en The Paul O'Grady Show, donde acusó a Harris de tratar de conseguir dinero con la fama de John y Edward, y afirmó que no sabía quién era él.
El 28 de noviembre de 2009, Harris fue invitado al 1Xtra Live y apareció en el escenario con Dizzee Rascal mientras cantaba el sencillo Dance wiv Me. El 15-31 de enero de 2010, Harris tocó en el 2010 Big Day Out, que se encuentra en todas las capitales importantes de Australia y Nueva Zelanda.

### 2010-2013:18 Months
El 2 de abril de 2011, Harris confirmó a través de Twitter que estuvo grabando el vídeo para el segundo sencillo de su próximo álbum, titulado «Bounce», en Las Vegas, y que incluye la participación de Kelis. El 29 de abril, la DJ y conductora de radio Annie Mac estrenó la canción por BBC Radio 1, comentando que el sencillo tiene el potencial para ser un «éxito de verano». Este debutó en las listas del Reino Unido el 19 de junio de 2011 y fue segundo detrás de Changed the Way You Kiss Me del rapero Example. Un segundo sencillo, «Feel So Close», ha sido anunciado y fue lanzado el 21 de agosto. Harris proporcionó la voz, y las remezclas están hechas por Nero, Dillon Francis y Benny Benassi. Hasta abril de 2012, «Feel So Close» había vendido más de medio millón de descargas en Estados Unidos, según Nielsen SoundScan, después de ascender hasta la decimotercera posición de la lista Billboard Hot 100, la más importante del país.
«Sweet Nothing», la canción que contó con la colaboración de Florence Welch, llegó a la primera ubicación en el Reino Unido, siendo su segundo sencillo en obtener esta posición, sumado a «I'm Not Alone». En los Estados Unidos alcanzó el puesto número 10, convirtiéndose así, en el primero en ingresar al top 10 como artista principal en aquel país. Hasta julio de 2013, la canción vendió más de 1 216 000 copias en los Estados Unidos.
Con el ingreso de «Thinking About You» en la lista de sencillos del Reino Unido, logró el récord en meter 9 sencillos de un mismo álbum en el top 10, si se incluye "We Found Love", en la que Harris aparece acreditado como artista invitado, como un sencillo de 18 Months. De esta manera, supera el anterior registrado por Michael Jackson incluyendo siete sencillos del álbum Bad de 1987 y posteriormente igualado en 1991 con Dangerous.

### 2014:Motion
El sencillo «Under Control» lanzado en octubre de 2013, ha logrado gran éxito en el Reino Unido, al igual que sus antecesores, convirtiéndose en su tercer número uno como artista principal.
El 14 de marzo de 2014, un nuevo sencillo «Summer» que vuelve a incluir las voces de Harris después de un largo periodo, se estrenó en la radio británica Capital FM. En el Reino Unido, fue lanzado el 27 de abril de 2014, como el primer sencillo de su próximo cuarto álbum de estudio. Con este sencillo cosechó su cuarto número uno como artista principal en el Reino Unido y logró alcanzar la séptima ubicación del Billboard Hot 100, convirtiéndose en el más exitoso en los Estados Unidos. El 26 de junio de 2014, Harris subió un tema más centrado en los clubes llamado "C.U.B.A" a SoundCloud. Este fue lanzado el 21 de julio de 2014, en exclusiva en Beatport, donde resultó el más vendido por una semana. Más tarde ese mes, Harris anunció su nuevo sencillo «Blame» la cual cuenta con la voz de John Newman. Fue lanzado oficialmente en septiembre convirtiéndose en su séptimo sencillo número uno en el Reino Unido, el quinto como artista principal. En octubre de 2014, se dio a conocer el título de su cuarto álbum de estudio, el cual llevará por nombre Motion. Fue lanzado a comienzos de noviembre e incluye la colaboración de numerosos artistas tales como Ellie Goulding, Gwen Stefani, R3hab y Ummet Ozcan, entre otros.

### 2015: "How Deep Is Your Love"
En julio del año 2015, Harris subió a su canal certificado de Vevo, el audio de su próximo sencillo titulado "How Deep Is Your Love" y que cuenta con la colaboración del trío de productores británicos Disciples. El sencillo fue lanzado oficialmente en plataformas como iTunes, Spotify y Tidal el 15 de julio del mismo año. El video musical fue lanzado el 6 de agosto. La modelo internacional Gigi Hadid fue protagonista de este video musical.

### 2016-2019: Singles yFunk Wav Bounces Vol. 1
Harris lanzó en abril de 2016 la canción This Is What You Came For, junto con la cantante barbadense Rihanna. Posteriormente, en junio lanza Hype, junto con el rapero inglés Dizzee Rascal y finalmente, en septiembre, lanza como solista My Way, siendo éste, su última canción en la cual hay un sonido cercano al house e EDM.
Luego de 3 años sin un nuevo álbum, Harris anunció la canción "Slide" para un nuevo álbum, después de ello presentó "Heatstroke" como segunda canción, después "Rollin'" como tercera y "Feels" como cuarta. Finalmente, los 4 singles aparecieron en el álbum Funk Wav Bounces, Vol. 1, el cual toma un sonido muy cercano al funk y nu-disco. El álbum además se destaca por presentar colaboraciones en toda su extensión, incluyendo a músicos como Pharrell Williams, Ariana Grande, Nicki Minaj, A-Trak, entre muchos otros. Además, también lanzó un remix de la canción The Weekend de la cantante estadounidense SZA, la cual a pesar de seguir el estilo de Funk Wav Bounces, fue publicada como un single independiente.
El año siguiente también fue muy activo para Harris. El 8 de febrero de 2018 publica Nuh Ready Nuh Ready, el cual cuenta con vocales del rapero canadiense PartyNextDoor. Luego en abril, lanza One Kiss, contando con la colaboración de la cantante británica Dua Lipa y que además, marca el regreso de Calvin Harris a la música house. Posteriormente, lanza las canciones Promises (junto con Sam Smith), I Found You (junto con Benny Blanco) y un EP simplemente titulado Normani x Calvin Harris, el cual cuenta con solamente 2 canciones, ambas con la presencia de la cantante Normani.
2019 fue un año mucho más lento para el DJ. En enero lanza Giant, la cual cuenta con vocales de Rag'n'Bone Man y en mayo, fue relanzado I'm Not Alone (publicado como I'm Not Alone 2019), el cual cuenta con una nueva versión de la canción, 3 nuevos remixes y una remasterización de la versión original.

### 2020-presente:Love Regenerator
A fines de enero, Calvin Harris lanza un EP con un estilo completamente nuevo, adoptando además, el alias Love Regenerator. Este EP cuenta con dos canciones: Hypnagogic (I Can't Wait) y CP-1, las cuales cuentan con un estilo muy cercano al rave noventero.

## Popularidad

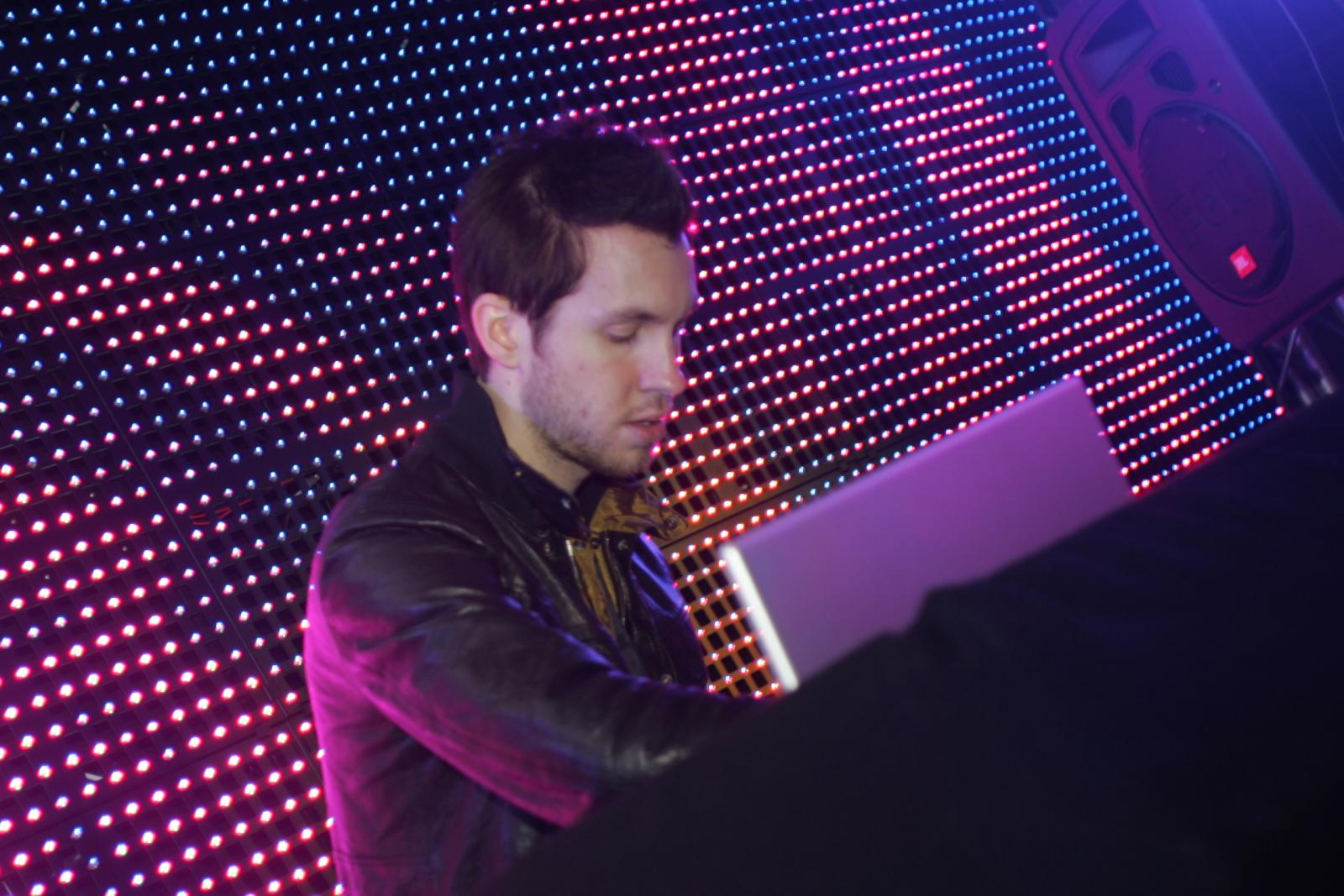
Calvin Harris en el Xbox Reverb Launch, el 23 de septiembre de 2009.

La popularidad de Harris fue reconocida cuando su sencillo más exitoso, The Girls, ascendiera en las listas musicales del Reino Unido
El 2 de octubre de 2009, la revista musical BlackBook Magazine lo denominó como "El Rey del Electropop". Muchos de sus fanes también lo conocen como "Leyenda".
Cuando ocurrió el problema con John & Edward (Jedward), algunos fanes dudaron de la denominación de "Leyenda", alterándolo con muchas acepciones, haciéndose indicaciones como "Calvin Harris es una leyenda que camina en un escenario con una piña sobre su cabeza" o "Calvin Harris + Piña = Leyenda". Sin embargo, "Leyenda" sigue vigente en su popularidad como referencia a la calidad de sus producciones y ha tenido un buen desempeño comercial gracias a su música electro dance.

## Imagen de marcas
En el año 2008, la portada de álbum debut "I Created Disco" de Harris fue presentada como parte de la campaña multicolor para televisión y la prensa de "Ipod Nano" de Apple en Estados Unidos.
En 2009 Harris se unió a Coca Cola en su campaña "Destapa la Felicidad" para el Reino Unido. Compuso y produjo el tema "Yeah Yeah Yeah, La La La" exclusivo para la marca, fue utilizado para la campaña en televisión, medios digitales y actividades promocionales al aire libre, fue ofrecido al público para su descarga de manera gratuita en la 'Coke Zone' de la página web de la compañía.
En ese mismo año, la canción "Colours" fue utilizada en el spot publicitario para televisión del Kia Soul EV de la empresa automotriz Kia Motors.
En el año 2012, Harris participó en el comercial deportivo de Pepsi titulado "Crowd Surfing", el anuncio mostraba a Harris tocando el tema "Let's Go" en un gran concierto en la playa mientras los futbolistas Lionel Messi, Didier Drogba, Fernando Torres, Frank Lampard, Sergio Agüero y Jack Wilshere pateaban una pelota encima del público con el fin de obtener una lata de Pepsi.
En 2013, Calvin se une a Sol Republic para crear sus primeros audífonos con calibre profesional, dentro del acuerdo se encontraba el diseño físico de los audífonos y la calibración de los conductores según las especificaciones de Harris.
En diciembre de 2014 el Emporio Armani anunció que Harris sería la imagen de la nueva colección de ropa interior de la temporada "Spring/Summer 2015" de Giorgio Armani, también fue nombrado imagen de la línea de lentes y relojes de la marca, debutando así como modelo ante el lente del fotógrafo Boo George en una campaña en blanco y negro realizada en Los Ángeles.
Así fue el éxito de Harris como modelo que en 2015 regresa al Emporio Armani como imagen de la colección "Fall/Winter 2015/2016" que incluye ropa, lentes y relojes, esta vez Lachlan Bailey fue la fotógrafa encargada de la campaña en la misma tónica de blanco y negro realizada en Brooklyn.

## Discografía

### Álbumes de estudio
- 2007: I Created Disco
- 2009: Ready for the Weekend
- 2012: 18 Months
- 2014: Motion
- 2017: Funk Wav Bounces, Vol. 1
- 2022: Funk Wav Bounces, Vol. 2
- 2024: 96 Months

## Sencillos
- 2007: Acceptable in the 80's
- 2007: The Girls
- 2009: I'm Not Alone
- 2009: Ready for the Weekend
- 2009: Flashback
- 2010: You Used to Hold Me
- 2011: Bounce (con Kelis)
- 2011: Feel So Close
- 2012: Let's Go (con Ne-Yo)
- 2012: We'll Be Coming Back (con Example)
- 2012: Sweet Nothing (con Florence Welch)
- 2013: Drinking from the Bottle (con Tinie Tempah)
- 2013: I Need Your Love (con Ellie Goulding)
- 2013: Thinking About You (con Ayah Marar)
- 2013: Under Control (con Alesso y Hurts)
- 2014: Summer
- 2014: Burnin' (con R3hab)
- 2014: Blame (con John Newman)
- 2014: Outside (con Ellie Goulding)
- 2015: Pray to God (con Haim)
- 2015: How Deep Is Your Love (con Disciples)
- 2016: This Is What You Came For (con Rihanna)
- 2016: Hype (con Dizzee Rascal)
- 2016: My Way
- 2017: Slide (con Frank Ocean y Migos)
- 2017: Heatstroke (con Young Thug, Pharrell Williams y Ariana Grande)
- 2017: Rollin (con Future y Khalid)
- 2017: Feels (con Pharrell Williams, Katy Perry y Big Sean)
- 2017: Faking It (con Kehlani y Lil Yachty)
- 2018: Nuh Ready Nuh Ready (con PartyNextDoor)
- 2018: One Kiss (con Dua Lipa)
- 2018: Promises (con Sam Smith y Jessie Reyez)
- 2019: Giant (con Rag'n'Bone Man)
- 2020: Over Now (con The Weeknd)
- 2021: By Your Side (con Tom Grennan)
- 2022: Potion (con Dua Lipa y Young Thug)
- 2022: New Money (con 21 Savage)
- 2022: Stay With Me (con Justin Timberlake, Halsey y Pharrell Williams)
- 2022: New to You (con Normani, Tinashe y Offset)
- 2023: Miracle (con Ellie Goulding)
- 2023: Desire (con Sam Smith)
- 2023: Body Moving (con Eliza Rose)
- 2024: Lovers in a Past Life (con Rag'n'Bone Man)
- 2024: Free (con Ellie Goulding)
- 2025: Smoke The Pain Away
- 2025: Blessings (con Clementine Douglas)

Como Love Regenerator
- 2020: Love Regenerator 1 EP
- 2020: Love Regenerator 2 EP
- 2020: Love Regenerator 3 EP
- 2020: Moving EP
- 2020: Live Without Your Love (con Steve Lacy)

## Ranking DJmag
| DJ            | 2010 | 2011 | 2012 | 2013 | 2014 | 2015 | 2016 | 2017 | 2018 | 2019 | 2020 | 2021 | 2022 | 2023 | 2024 |
| ------------- | ---- | ---- | ---- | ---- | ---- | ---- | ---- | ---- | ---- | ---- | ---- | ---- | ---- | ---- | ---- |
| Calvin Harris | 94°  | 34°  | 31°  | 15°  | 11°  | 11°  | 14°  | 15°  | 40°  | 19°  | 18°  | 16°  | 16°  | 12°  | 22°  |

## Ranking 101 DJs 1001 Tracklist
| Productor     | 2016 | 2018 | 2019 | 2020 |
| ------------- | ---- | ---- | ---- | ---- |
| Calvin Harris | 37°  | 43°  | 25°  | 65°  |

## Premios y nominaciones
| Año  | Premio                           | Categoría                                | Trabajo nominado                        | Resultado | Ref. |
| ---- | -------------------------------- | ---------------------------------------- | --------------------------------------- | --------- | ---- |
| 2007 | BT Digital Music Awards          | Mejor Artista de Música Electrónica o DJ | –                                       | Nominado  |      |
| 2007 | Q Awards                         | Mejor Artista Revelación                 | –                                       | Nominado  |      |
| 2008 | Xfm New Music Award              | –                                        | I Created Disco                         | Nominado  |      |
| 2008 | Shortlist Music Prize            | –                                        | I Created Disco                         | Nominado  |      |
| 2008 | Popjustice £20 Music Prize       | –                                        | «Dance Wiv Me»                          | Nominado  |      |
| 2009 | The Music Producers Guild Awards | Mejor Remixer                            | –                                       | Ganador   |      |
| 2009 | 2009 Brit Awards                 | Single Británico                         | «Dance Wiv Me»                          | Nominado  |      |
| 2009 | NME Awards                       | Mejor Llenador de Discos                 | «Dance Wiv Me»                          | Ganador   |      |
| 2009 | Ivor Novello Awards              | Mejor Canción Contemporánea              | «Dance Wiv Me»                          | Nominado  |      |
| 2009 | Popjustice £20 Music Prize       | Mejor Canción Contemporánea              | «I'm Not Alone»                         | Nominado  |      |
| 2010 | 2010 Brit Awards                 | Artista Solista Masculino Británico      |                                         | Nominado  |      |
| 2012 | MTV Video Music Awards           | Video del año                            | «We Found Love» (con Rihanna)           | Ganador   |      |
| 2012 | MTV Video Music Awards           | Mejor video femenino                     | «We Found Love» (con Rihanna)           | Nominado  |      |
| 2012 | MTV Video Music Awards           | Mejor video de Pop                       | «We Found Love» (con Rihanna)           | Nominado  |      |
| 2012 | MTV Video Music Awards           | Mejor video de electrónica               | «Feel So Close»                         | Ganador   |      |
| 2012 | MTV Europe Music Awards          | Mejor Canción                            | «We Found Love» (con Rihanna)           | Nominado  |      |
| 2012 | MTV Europe Music Awards          | Mejor Video                              | «We Found Love» (con Rihanna)           | Nominado  |      |
| 2012 | MTV Europe Music Awards          | Mejor Artista Electrónico                | «Sweet Nothing»                         | Nominado  |      |
| 2012 | American Music Awards of 2012    | Músico favorito de música electrónica    | «Sweet Nothing»                         | Nominado  |      |
| 2013 | Premios Grammy                   | Mejor grabación dance                    | «Let's Go» (con Ne-Yo)                  | Nominado  |      |
| 2013 | Premios Grammy                   | Mejor video musical de formato corto     | «We Found Love» (con Rihanna)           | Ganador   |      |
| 2013 | BRIT Awards                      | Mejor solista masculino británico        | Calvin Harris                           | Nominado  |      |
| 2013 | NME Awards                       | Canción de pista de baile                | «Sweet Nothing» (with Florence Welch)   | Ganador   |      |
| 2013 | Premio Ivor Novello              | Compositor del año                       | Calvin Harris ft Dario Velasquez        | Ganador   |      |
| 2013 | MTV Video Music Awards 2013      | Mejor colaboración                       | «I Need Your Love»                      | Nominado  |      |
| 2013 | MTV Video Music Awards 2013      | Canción del verano                       | «I Need Your Love»                      | Nominado  |      |
| 2014 | Premios Grammy                   | Mejor grabación dance                    | «Sweet Nothing»                         | Nominado  |      |
| 2014 | Premios Grammy                   | Mejor álbum de dance/electrónica         | 18 Months                               | Nominado  |      |
| 2014 | BRIT Awards                      | Mejor sencillo del año                   | «I Need Your Love»                      | Nominado  |      |
| 2014 | BRIT Awards                      | Video de artista británico               | «I Need Your Love»                      | Nominado  |      |
| 2014 | MTV EMA                          | Mejor Artista de electrónica.            | Calvin Harris.                          | Ganador   |      |
| 2015 | Premios Brit                     | Sencillo de artista británico            | «Summer»                                | Nominado  |      |
| 2015 | Premios Brit                     | Video musical de artista británico       | «Summer»                                | Nominado  |      |
| 2015 | Billboard Music Awards           | Artista de Dance/Electrónica             | Calvin Harris                           | Ganador   |      |
| 2015 | Billboard Music Awards           | Canción de Dance/Electrónica             | «Summer»                                | Nominado  |      |
| 2015 | Billboard Music Awards           | Álbum de Dance/Electrónica               | Motion                                  | Nominado  |      |
| 2016 | Premios Brit                     | Solista masculino británico              |                                         | Nominado  |      |
| 2016 | Premios Brit                     | Sencillo de artista británico            | «How Deep Is Your Love» (con Disciples) | Nominado  |      |
| 2017 | Premios Grammy                   | Mejor productor no clásico               |                                         | Nominado  |      |
| 2019 | Premios BRIT                     | Mejor sencillo y productor               |                                         | Nominado  |      |

## Vida personal
Harris salió con Rita Ora desde 2013 hasta junio de 2014. Comenzó a salir con la modelo estadounidense Aarika Wolf en 2014, después de que Wolf apareciera en el vídeo musical de su canción "Blame". Se separaron en 2015. Desde marzo de 2015 hasta junio de 2016, Harris salió con la cantante estadounidense Taylor Swift. Él y Wolf volvieron a estar juntos en 2017 y se separaron en 2022. En enero de 2022, Harris comenzó a salir con la presentadora de televisión Vick Hope. Se casaron el 9 de septiembre de 2023, el 30 de abril de 2025, anunciaron que estaban esperando a su primer hijo y el 4 de agosto, en sus cuentas de Instagram, dieron la bienvenida a su primer hijo juntos, que es un niño.
Harris dejó de beber alcohol en 2008 y afirmó: "No era alcohólico ni nada por el estilo, pero claramente estaba afectando lo que hago". Es seguidor del equipo de fútbol de su ciudad natal Queen of the South y del Liverpool FC. Harris consideró escribir una canción para celebrar que el primero llegó a la final de la Copa de Escocia de 2008, pero la idea fue descartada debido a las limitaciones de tiempo para grabar su álbum de 2009 Ready for the Weekend.